# Shinin' On - Shinin' Love
Singles de MAX
Love Is Dreaming
(1997) Hikari no Veil
(1998)
Shinin' On - Shinin' Love (titré : Shinin' on - Shinin' love) est le 8e single de MAX.

## Présentation
Le single, produit par Max Matsuura, sort le 29 octobre 1997 au Japon sous le label avex trax, trois mois après le précédent single du groupe Love Is Dreaming, au format mini-CD de 8 cm de diamètre, alors la norme pour les singles dans ce pays. Il atteint la 4e place du classement des ventes de l'Oricon, et reste classé pendant treize semaines. Il restera le cinquième single le plus vendu du groupe.
C'est le premier single du groupe à contenir deux chansons originales (et leurs versions instrumentales) ; à l'exception de la chanson-titre du single Give Me a Shake, les chansons parues sur ses précédents singles et sur son album Maximum étaient en effet des reprises de titres étrangers. Les deux chansons figureront sur son deuxième album, Maximum II qui sortira deux mois plus tard.
La chanson-titre Shinin' On - Shinin' Love est utilisée comme thème musical lors des retransmissions par TV Tokyo des matchs de la World Grand Champions Cup féminine de 1997. Elle figurera aussi sur les compilations de MAX, Maximum Collection de 1999, Precious Collection de 2002, et Complete Best de 2010 ; elle sera remixée sur ses albums de remix Hyper Euro Max de 2000, Maximum Trance de 2002, et New Edition de 2008.
La chanson en "face B", I Will, figurera également sur la compilation Maximum Collection, et sera aussi remixée sur Hyper Euro Max.

## Liste des titres
| CD    | CD                                                                           | CD                                | CD    | CD | CD | CD | CD | CD | CD |
| No    | Titre                                                                        | Paroles / Musique et arrangements | Durée |    |    |    |    |    |    |
| ----- | ---------------------------------------------------------------------------- | --------------------------------- | ----- | -- | -- | -- | -- | -- | -- |
| 1.    | Shinin' On - Shinin' Love (Shinin' on - Shinin' love)                        | Hiromi Mori / Keiichi Ueno        | 4:36  |    |    |    |    |    |    |
| 2.    | I Will (I will)                                                              | Hiromi Mori / Keiichi Ueno        | 5:22  |    |    |    |    |    |    |
| 3.    | Shinin' On - Shinin' Love (Original Karaoke) (Shinin' on - Shinin' love ...) | (Instrumental) / Keiichi Ueno     | 4:36  |    |    |    |    |    |    |
| 4.    | I Will (Original Karaoke) (I will ...)                                       | (Instrumental) / Keiichi Ueno     | 5:22  |    |    |    |    |    |    |
| 19:56 |                                                                              |                                   |       |    |    |    |    |    |    |